# Henndorf am Wallersee
Henndorf am Wallersee è un comune austriaco di 4 883 abitanti nel distretto di Salzburg-Umgebung, nel Salisburghese. Immerso in un contesto naturalistico ameno e legato turisticamente a Salisburgo, vanta un centro storico ben conservato.

## Geografia fisica

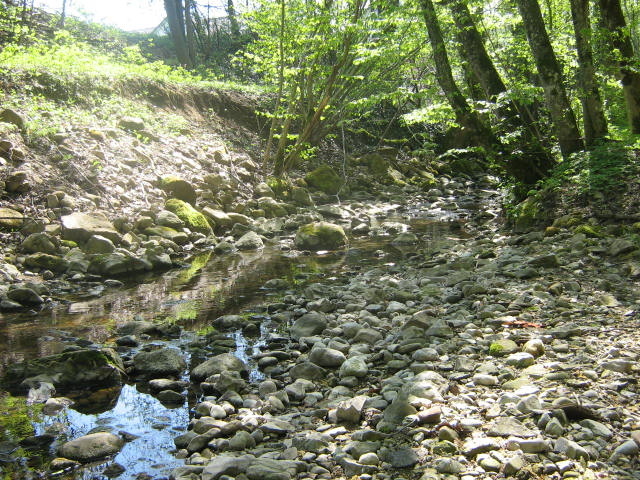
Il torrente Gersbach, che sfocia nel Wallersee, separa Eugendorf da Henndorf am Wallersee

Henndorf am Wallersee sorge circa 12 km a est di Salisburgo. Il paese si affaccia sul lago Wallersee e a sud del territorio comunale si estende la grande foresta del Salzkammergut. Da Eugendorf è divisa da un torrente che sfocia nel lago; le maggiori alture nel comune sono la Große Plaike (1.033 m), la Steinwandl e la Zifanken (897 m).

## Storia
Le prime notizie riguardo Henndorf am Wallersee risalgono al VI secolo. Il significato del toponimo "Henndorf" ("Villaggio della gallina") è espresso anche nello stemma.

## Geografia antropica

### Suddivisioni amministrative
Il territorio comunale è ripartito in nove comuni catastali (tra parentesi la popolazione al 1º gennaio 2001): Berg (209), Enzing (58), Fenning (190), Hankham (86), Hatting (16), Henndorf am Wallersee (3 742), Hof (152), Oelling (127) e Wankham (67).

## Infrastrutture e trasporti
A livello autostradale, lo svincolo più vicino è quello di Thalgau, a 7 km di distanza, sulla A1 West Autobahn (Vienna-Linz-Salisburgo-Monaco di Baviera).
Henndorf am Wallersee non ha una stazione ferroviaria propria, e lo scalo delle Ferrovie federali austriache di "Wallersee" serve per principalmente l'area settentrionale del lago omonimo. La stazione più vicina, quindi, risulta quella di Eugendorf. A circa 7 km dal paese, nei pressi dello svincolo autostradale di Thalgau, Henndorf am Wallersee poteva contare su due stazioni (Enzerberg e Irlach, frazioni di Thalgau) situate sulla ferrovia a scartamento ridotto (760 mm) Salzkammergut-Lokalbahn (o Ischlerbahn) che congiungeva Salisburgo a Bad Ischl attraversando i laghi Mondsee e Wolfgangsee. Tale linea venne chiusa nel 1964.